# Premio Antonio Asensio de Periodismo
El Grupo Zeta otorga el premio Antonio Asensio de Periodismo desde 2003 para conmemorar la figura de su fundador, Antonio Asensio Pizarro. El premio quiere distinguir a una institución o a una persona que haya marcado el periodismo internacional. 

## Galardonados
- 2003: El diario italiano La Repubblica.[1]
- 2004: La cadena británica British Broadcasting Corporation
- 2005: El diario de Nueva Orleans The Times-Picayune
- 2006: La organización internacional Reporteros Sin Fronteras
- 2007: El periodista catalán Antonio Franco Estadella
- 2008: La cadena catalana Televisión de Cataluña[1]
- 2009: La organización Sociedad Interamericana de Prensa
- 2010: El periodista gallego Ignacio Ramonet[2]